# Giacomo Aragall
Giacomo Aragall, eredeti nevén Jaume Aragall i Garriga (Barcelona, 1939. június 6. –) spanyol operaénekes (tenor).

## Életpályája
Kilencéves korában egy barcelonai egyházi kórus tagja volt. Húszévesen szülővárosában Jaime Francisco Puig vezetésével kezdte meg énektanulmányait, majd öt évvel később egy ösztöndíj segítségével Milánóba költözött, ahol Vladimiro Badiali növendéke lett. 1963-ban megnyerte a bussetói Voci Verdi énekversenyt, s még ugyanebben az évben debütált a velencei Teatro La Fenice Jeruzsálem című előadásában. Ezt követően hároméves szerződést kötött a Teatro alla Scalával, ahol Mascagni Fritz barátunk, Paul Hindemith Cardillac és Puccini Bohémélet című operájában szerepelt.
A következő évadban a barcelonai Gran Teatre del Liceuban, majd nem sokkal később Budapesten, Genovában, Palermóban, Parmában, Nápolyban, a római Teatro dell'Operában, Torinóban és ismét a velencei Fenicében lépett színpadra.
1966-ban emlékezeteset alakított Rómeó szerepében Bellini Rómeó és Júliájában a Teatro alla Scalában. Később a világ legfontosabb színházaiban énekelt, olyan művekben, mint a Lammermoori Lucia, Pillangókisasszony, A kegyencnő, Traviata, Werther, Faust, Tosca, Manon, Don Carlos, Adriana Lecouvreur, Az álarcosbál és a Simon Boccanegra. A repertoárján szerepeltek kevésbé ismert művek is, például Jules Massenet Esclarmonde című műve, amelyet Joan Sutherlanddal, és Donizetti Caterina Cornaro című operája, amelyet Montserrat Caballé közreműködésével énekelt lemezre.
A bécsi Staatsopertől Kammersänger címet kapott és 1997-ben elnyerte a Medalla d'Or de la Generalitat de Catalunya-t. 1994-ben megalapította a "Concurso Internacional de Canto Jaume Aragall"-t.

## Repertoár
- Giuseppe Verdi
  - Az álarcosbál (Riccardo)
  - Don Carlos (Carlo)
  - Jeruzsálem (Gaston)
  - Rigoletto (Mantua hercege)
  - Simon Boccanegra (Gabriele)
  - Traviata (Alfredo)
- Giacomo Puccini
  - Bohémélet (Rodolfo)
  - Pillangókisasszony (Pinkerton)
  - Tosca (Cavaradossi)
- Vincenzo Bellini
  - Rómeó és Júlia (Rómeó)
- Gaetano Donizetti
  - Caterina Cornaro (Geraldo)
  - A kegyencnő (Fernando)
  - Lammermoori Lucia (Edgardo)
  - Lucrezia Borgia (Gennaro)
- Jules Massenet
  - Esclarmonde (Roland)
  - Manon (Des Grieux)
  - Werther (Werther)
- Charles Gounod
  - Faust (Faust)
- Francesco Cilea
  - Adriana Lecouvreur (Mauritius)
- Pietro Mascagni
  - Fritz barátunk (Fritz)
  - Parasztbecsület (Turiddu)
- Paul Hindemith
  - Cardillac (A lovag)

## Diszkográfia
- Verdi: La Traviata - Pilar Lorengar/Giacomo Aragall/Dietrich Fischer-Dieskau/Berlin Deutsche Oper Orchestra/Lorin Maazel, 1969 Decca
- Donizetti: Lucrezia Borgia - Dame Joan Sutherland/Giacomo Aragall/Ingvar Wixell/Marilyn Horne/National Philharmonic Orchestra/Richard Bonynge, 1978 Decca
- Massenet: Esclarmonde - Clifford Grant/Dame Joan Sutherland/Giacomo Aragall/Huguette Tourangeau/National Philharmonic Orchestra/Richard Bonynge, 1990 Decca
- Puccini: Tosca - Chorus of the Welsh National Opera/Dame Kiri Te Kanawa/Giacomo Aragall/Leo Nucci/National Philharmonic Orchestra/Sir Georg Solti, 1985 Decca
- Puccini: Tosca - Anton Guadagno - NPO - Lorange - Aragall - Quilico - Pons - 2LP Coimbra ZOR 1 001 (1977?)
- Puccini: Tosca - Orchestra de Barcelona - A. Rahbari - Gauci - Aragall - Sardinero - Palatchi - 2CD Discover DICD 932360 (1995)
- Verdi: Simon Boccanegra - Solti/Nucci/Te Kanawa/Aragall, 1988 Decca
- Verdi: Rigoletto - Lamberto Gardelli/Münchner Rundfunkorchester/Bernd Weikl/Lucia Poppová/Giacomo Aragall, 1984 BMG/RCA
- Die schönsten Arien (Most Beloved Arias) - Giacomo Aragall/ Münchner Rundfunkorchester, 1986 BMG
- Barcelona Games Plácido Domingo, Montserrat Caballé, José Carreras, Teresa Berganza és Juan Pons közreműködésével, 1992 RCA/BMG

## Fordítás
- Ez a szócikk részben vagy egészben  a   Giacomo Aragall című olasz Wikipédia-szócikk ezen változatának fordításán alapul.  Az eredeti cikk szerkesztőit annak laptörténete sorolja fel. Ez a jelzés csupán a megfogalmazás eredetét és a szerzői jogokat jelzi, nem szolgál a cikkben szereplő információk forrásmegjelöléseként.